# Arent Passer

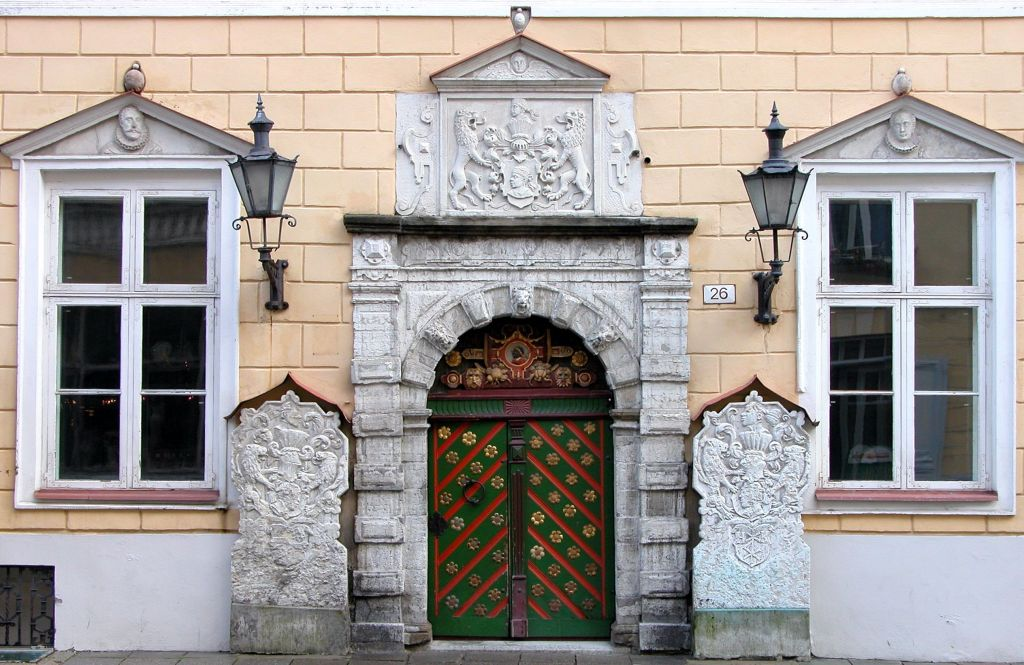
Fasada Domu Bractwa Czarnogłowych w Tallinnie, aut. Arenta Passera.

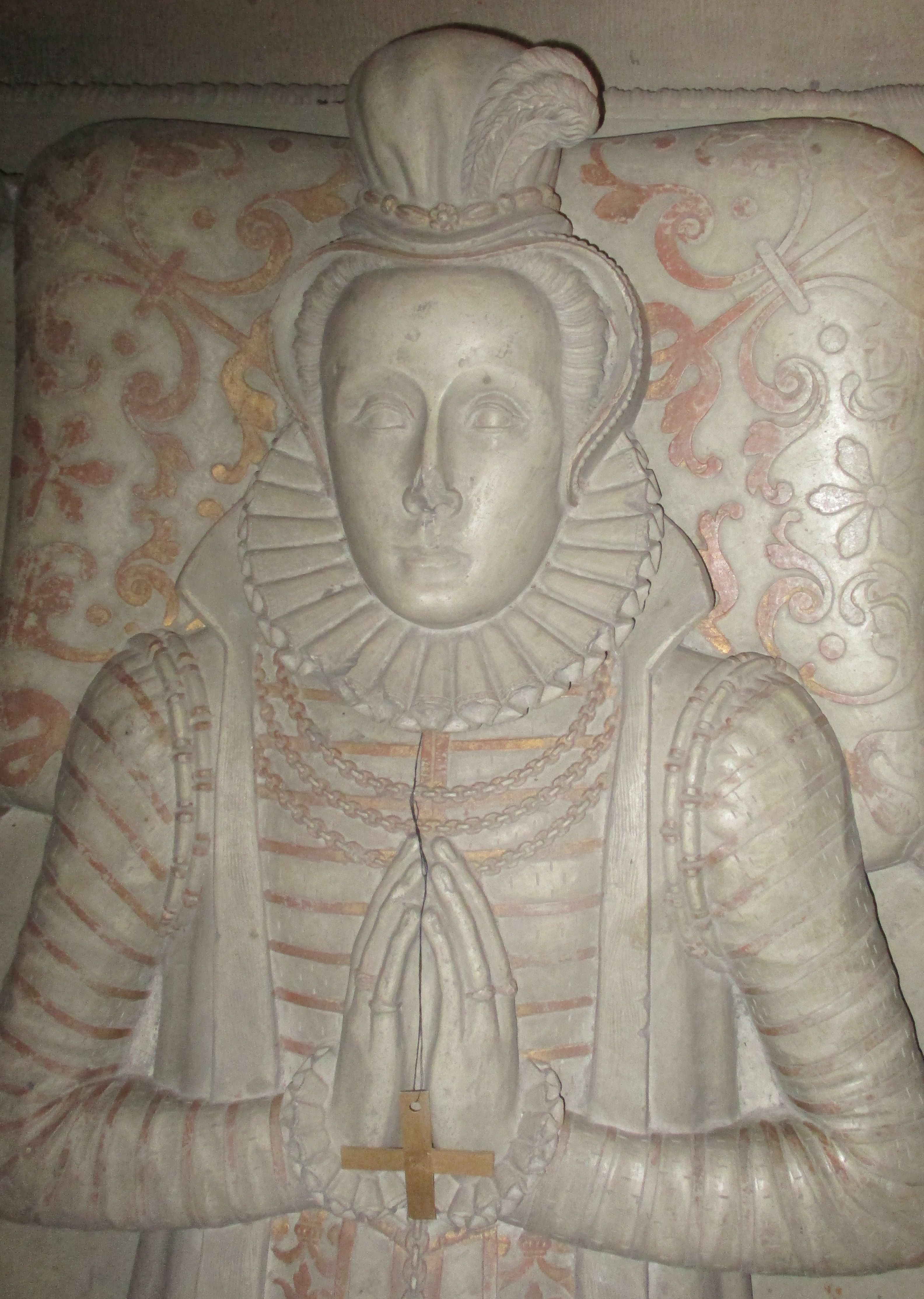
Wizerunek Zofii Gyllenhielm aut. Arenta Passera na jej małżeńskim grobowcu w Katedrze w Tallinnie

Arent Passer (ur. ok. 1560 w Hadze, 1637 zm. w Tallinnie) – był mistrzem kamieniarskim i architektem pochodzenia holenderskiego. Od 1589 r. aż do śmierci pracował w Tallinnie. Jego pracownia znajdowała się na przedmieściach, w dzielnicy Kalamaja.
Najbardziej znanym dziełem Arenta Passera jest grobowiec i wyryte epitafium naczelnego dowódcy Szwecji Pontusa De La Gardie i jego żony baronowej Zofii Johansdotter Gyllenhielm w katedrze Najświętszej Maryi Panny w Tallinnie, wykonany w 1595 r.
W tej samej świątyni są inne nagrobki jego autorstwa: Caspara von Tiesenhausen (wyk. w 1591 r.); Carla Henrikssona Horn af Kanckas, lorda Kankainen; szwedzkiego feldmarszałka Otto Yxkulla (także: Üexküll, Üksküla, wyk. w 1601 r.), lorda Vigala i Kiltsi; Richarda Rosenkrantza (wyk. w 1623 r.) i Thomasa Ramma (wyk. w 1632 r.), burmistrza Rygi, właściciela dóbr w Estonii i wiceprezydenta Trybunału Sprawiedliwości w Tartu.
Rozpoznawalnym obiektem w stolicy Estonii jest fasada z licznymi reliefami dawnego Domu Bractwa Czarnogłowych w Tallinnie, wykonana w 1597 r. także przez Passera.

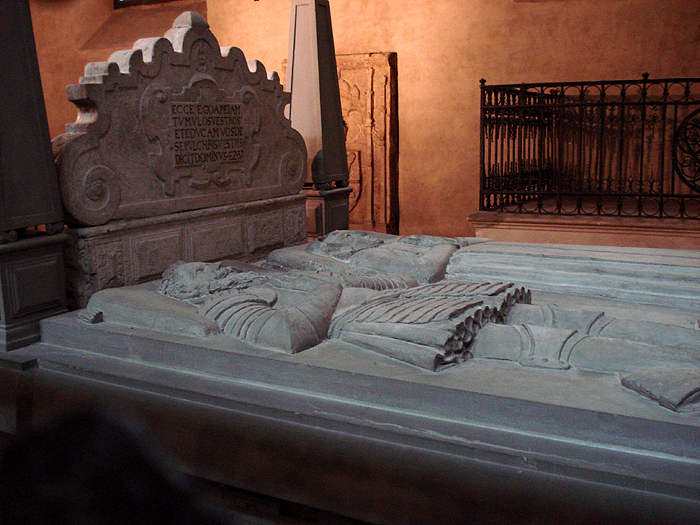
Grobowiec Everta Horna i jego żony, Margaret Fincke autorstwa Arenta Passera. Katedra w Turku

Poza tym w katedrze w Turku znajduje się nagrobek szwedzkiego  marszałka i gubernatora Narvy Everta Horna i jego żony Margaret Fincke – również wykonany przez Arenta Passera i będący uproszczoną repliką sarkofagu La Gardie.
Architekt został pochowany w kościele św. Olafa w Tallinnie. Jego syn, Dionysius Passer, kontynuował pracę ojca.